# Івахненко Віктор Вікторович

## Військовик
Віктор Вікторович Івахненко — капітан Збройних сил України, учасник російсько-української війни.
Станом на грудень 2016 року — військовослужбовець батальйону охорони 11-ї окремої бригади армійської авіації.
Нагороди
За особистий внесок у зміцнення обороноздатності Української держави, мужність, самовідданість і високий професіоналізм, виявлені під час виконання військового обов'язку, та з нагоди Дня Збройних Сил України нагороджений орденом «За мужність» III ступеня (2.12.2016).

## Тракторист
Віктор Вікторович Івахненко — тракторист.
У 2017 та 2020 роках депутат Преображенської сільської ради, село Преображенка (у 2017 Оріхівський район, нині Пологівський район), Запорізька область.